# Sanzeno
Sanzeno  és un municipi italià, dins de la província de Trento. L'any 2007 tenia 935 habitants. Limita amb els municipis de Cles, Coredo, Dambel, Revò, Romallo, Romeno, Taio i Tassullo.

## Administració
| Període | Identitat          | Partit        |
| ------- | ------------------ | ------------- |
| 2005-   | Marcello Bonadiman | Llista cívica |